# Graciela Olivarez
Graciela Gil Olivárez (9 de mayo de 1928 – 19 de septiembre de 1987) fue una abogada que defendió los derechos civiles.

## Trayectoria
Cuándo la familia de Olivárez se mudó a Phoenix, Arizona en 1944, abandonó la preparatoria y decidió participar con como directora del programa de mujeres KIFN, una estación radiofónica de lengua hispana en 1952.
En 1970, Olivárez se convirtió en la primera mujer Latina en graduarse de la Notre Dame Law School. Mientras fungía como directora de la rama en Arizona de la Oficina de Oportunidad Económica, y a pesar de que no tenía un diploma de preparatoria, se le ofreció una beca para asistir a la escuela. Actualmente, la Asociación de Alumnos de leyes Hispánicos de Notre Dame presenta un premio en su nombre anualmente.
Para 1972, Olivárez había sido nombrada directora del Instituto de Investigación Social y Desarrollo de  la Universidad de Nuevo México. De 1973 a 1975 fue profesora en la escuela de leyes y más tarde se convirtió en la directora de la oficina de Planificación Estatal de Nuevo México en 1975.
Olivárez presidió la Mexican American Legal Defense and Educational Fund, y fue una de las primeras dos mujeres dentro de su mesa directiva..
En 1977, el presidente Jimmy Carter la nombró directora de la Administración de Servicios Comunitarios, después de que llamara la atención de Jimmy Carter por sus esfuerzos de disminuir la pobreza. Así se convirtió en la mujer hispánica de mayor rango en la administración de Carter.
En 1980 Olivárez dejó la administración de Carter administración para crear su propio su negocio, Olivárez Television Company, Incorporated. En 1984, se hizo dueña de una firma de relaciones públicas, consultora de administración en Alburquerque, Nuevo México.